# Pseudopallene zamboangae
Pseudopallene zamboangae là một loài nhện biển trong họ Callipallenidae. Loài này thuộc chi Pseudopallene. Pseudopallene zamboangae được miêu tả khoa học năm 1953 bởi Stock.